# Коротникова, Ольга Юрьевна
Ольга Юрьевна Коротнико́ва (творческий псевдоним: Вио́р; род. 27 октября 1969, Ленинград) — поэт, автор стихов и песен, член Союза писателей России с 2013 года.

## Биография
Родители: Юрий Дмитриевич Орлов и Екатерина Семёновна Орлова.
Дочь Серафима родилась в 1993 году в Санкт-Петербурге.
С 2008 года она также участвует в литературной среде (в том числе, 29 и 30 Конференция молодых писателей Северо-Запада при Союзе Писателей России, публикации в «Окно», «Параллели судеб», «Правый берег», «Молодой Петербург», «Творчество юных»). Выпустила 2 сборника стихов.
- 1987 — Ольга Коротникова окончила СХПТУ № 11, получив среднее специальное образование по профессии ювелир.
- 1987—2004 — в этот период Ольга Коротникова создавала ювелирные изделия на ЛПО «Русские самоцветы», в совместной российско-итальянской фирме «ЛеРо», фирме «Блеск», на ювелирном заводе «Каст».
- 2004 — написана первая песня «До свидания, Питер». Она сразу получила одну из самых престижных песенных наград «Золотой граммофон».

Песня «Лебедь белая» написана почти сразу же и остаётся до сих пор одной из самых популярных песен на российской эстраде.
Стихи поэтессы стали пользоваться спросом у певцов и актёров.
Ольгой Виор написано более пятисот эстрадных песен, либретто и тексты двух детских мюзиклов, песни для фильмов:
- «Там, где живёт любовь»
- «Морские дьяволы» (сериал)
- «Начать сначала. Марта»
- «Под покровом Богородицы» (православный просветительский фильм)

В том же 2004 году Ольга решилась уволиться с работы и начать творческую деятельность. Она стала уделять большое внимание личному творческому росту по двум направлениям — поэзия и песенная поэзия. Начала заниматься в литературной студии «Приневье» под руководством Владимира Ильича Морозова.
Жанры песен на стихи Ольги Виор: поп, рок, шансон.
- 2004 — принята в Российское авторское общество (РАО)
- 2005 — литературный сотрудник журнала «Невский альманах»
- 2006—2015 — автор и ведущая программы «Личность» на радио «Петербург»
- 2007—2014 — руководство литературным объединением «Правый берег»
- 2010 — в РАО зарегистрирован литературный псевдоним Виор
- 2010—2012 — руководство молодёжной поэтической студией «Турмалин» при Союзе писателей России
- 2010—2012 — автор и ведущая проекта «Арт-пикник с Ольгой Виор и Екатериной Асмус»
- 2012 — принята в Санкт-Петербургский Союз литераторов
- 2013 — принята в Союз писателей России
- 2016 — мюзикл «Бал для Золушки» берёт в репертуар Первый академический музыкальный театр Республики Крым в городе Симферополь 
 (Мюзикл написан в соавторстве с Юлианой Донской и Юрием Баладжаровым)

Дополнительное образование — Литературные курсы в Институте культурных программ, курсы риторики в Учебном центре «Восхождение», «Школа малой прозы и поэзии» (Н. Гарбер, Москва).

## Награды и премии
- 2004 — Фестиваль «Золотой граммофон» в Москве (Россия), песня «До свиданья, Питер!», исп. Ю.Михальчик
- 2005 — Фестиваль «Золотой граммофон» в Москве.
- 2005 — Фестиваль «Новые песни о главном» в Москве, песня «Лебедь белая», исп. Ю.Михальчик
- 2006 — Фестиваль «Новые песни о главном» в Москве.
- 2006 — лауреат фестиваля поэзии международного научно-культурного фестиваля «ЯгРА-2006»
- 2007 — Фестиваль «Новые песни о главном» в Москве, песня «Такси», исп. Ю.Михальчик
- 2007 — Лауреат литературно-музыкального Фестиваля «Встречи на Елагином» за лирические стихотворения
- 2008 — Фестиваль «Лучшие песни», номинация «Автор года» в Москве.
- 2009 — Фестиваль «Новая волна» в Москве, «Не обернусь, уходя», исп. И.Аллегрова
- 2009 — имя Ольги Коротниковой (Виор) внесено в Швейцарскую энциклопедию успешных людей «Кто есть кто в России»
- 2010 — Фестиваль «Золотой граммофон» в Москве, песня «Не обернусь, уходя», исп. И.Аллегрова
- 2010 — Участие в международном конкурсе «Евровидение-2010» 
 (Песня, написанная для участия Белоруссии в Евровидении-2010, вышла в финал конкурса).
- 2011 — Лауреат конкурса «Женщина года» в номинации «Культура» в Санкт-Петербурге.
- 2012 — Лауреат конкурса «Земля. Театр. Дети» за мюзикл «Капризка — вождь Ничевоков» в городе Евпатория
- 2015 — Лауреат конкурса «Песни победы» к 70-летию дня Победы в Великой Отечественной войне в городе Москва
- 2015 — Лауреат конкурса «Детское Евровидение-2015» 
 (Песня «Летать» в исполнении Даши Ким вышла в финал конкурса).
- Благодарность от Министерства обороны России за песню «Дети против войны!»
- 2017 — Лауреат двух театральных фестивалей «Золотой грифон» и «Арлекин».

## Творчество

### Издания
в которых публикуются стихи Ольги Коротниковой (Виор) :
- «Аномалия» (Санкт-Петербург)
- «Правый берег» (Санкт-Петербург)
- «Слово поэта» (Санкт-Петербург)
- «Невский альманах» (Санкт-Петербург)
- «Параллели судеб» (Санкт-Петербург)
- «Встречи» (Санкт-Петербург)
- «Дорога» (Санкт-Петербург)
- «Огни гавани» (Санкт-Петербург)
- «Великий шёлковый путь» (Санкт-Петербург)
- «Окно» (Санкт-Петербург)
- «Душа на рифму не глядит» (Санкт-Петербург)
- «Параллели судеб» (Санкт-Петербург)
- «Шире круг» (Санкт-Петербург)
- «Гармония» (Санкт-Петербург)
- «Интеллигент» (Москва)
- «Россия глазами поэтов 2013» (Москва)
- «Под небом единым» (Финляндия) 
 и другие.

### Поэтические антологии
в состав которых входят стихи Ольги Коротниковой (Виор):
- «Аничков мост»
- «Поэтический форум»
- «Благословляю всё, что было»
- «Дайте Родину мою!»
- «Северные цветы» 
 и др.

### Дискография
- 2005 — Ю.Михальчик — альбом «Если придёт зима»: песни «Лебедь белая», «Такси», «До свиданья, Питер!»
- 2006 — Афина — альбом «Небо в октябре»: песни «Друзья», «Ты мой», «Кольцо», «Я ждала»
- 2007 — Ю.Михальчик — альбом «Косы»: песни «Разве не было любви?», «Первое свидание», «Быстрей», «Верую»
- 2007 — группа «Тутси» альбом «Капучино»: песня «Ромашки»
- 2008 — Е.Ваенга — альбом "Клавиши: песня «Не любил»
- 2009 — группа «Челси» — альбом «Точка возврата»: песня «Точка возврата»
- 2009 — Л.Луста — альбом «Танцы на углях»: песни «Танцы на углях», «Вечер», «Свеча», «Элегия», «Старый театр», «Случай», «Утро», «Лабиринт», «Шахерезада», «Конь-время»
- 2009 — Зара — альбом «Для неё»: песня «Ничья»
- 2010 — Ю.Михальчик — альбом «Ретро-хиты»: песня «До свиданья, милый»
- 2010 — И.Аллегрова — альбом «Эксклюзив»: песня «Не обернусь, уходя»
- 2010 — Е.Ваенга — альбом «Лучшее»: песня «Не любил»
- 2011 — Cергей Korone — альбом «Бескрайняя любовь»: песни «Не грусти», «Остров», «Без тебя», «Касабланка», «Не оставляй меня», «Бескрайняя любовь»
- 2012 — Афина — альбом «Избранное»: песни «Друзья», «Ты мой», «Кольцо», «Я ждала»
- 2013 — Н.Подольская — альбом «Интуиция»: песня «Жар-птица»
- 2013 — Сергей Korone — альбом «Любовь всегда права»: песни «Марина», «Южный пляж», «Доченька», «Старинные друзья», «Мама», «За поворотом», «Грузия»
- 2015 — Д.Ким — альбом «Звёздные дети»: песня «Летать»
- 2015 — группа «Сурганова и оркестр» — альбом «#МИРУМИР»: песня «Воздух»

### Наиболее известные песни
- «До свидания, Питер!» (А.Яковель — О.Коротникова) исп. Ю.Михальчик
- «Такси» (А.Лунёв — О.Коротникова) исп. Ю.Михальчик
- «Лебедь белая» (Ю.Михальчик — О.Коротникова) исп. Ю.Михальчик
- «Не любил» (С.Аристов, Е.Ваенга — и О.Коротникова, Е.Ваенга) исп. Е.Ваенга
- «Верую» (Ю.Михальчик — О.Коротникова) исп. Ю.Михальчик
- «Разве не было любви» (С.Кокая — О.Коротникова) исп. Ю.Михальчик
- «Первое свидание» (С.Кокая — О.Коротникова) исп. Ю.Михальчик
- «До свиданья, милый» (Т.Кутуньо — О.Коротникова) исп. Ю.Михальчик
- «Не обернусь» (С.Аристов — О.Коротникова) исп. И.Аллегрова
- «Жар-птица» (С.Аристов — О.Коротникова) исп. Н.Подольская
- «Воздух» (В.Тхай, С.Сурганова — О.Виор) исп. гр."Сурганова и оркестр"
- «Колыбельная» (Д.Чистяков — О.Виор) исп. Х.Зайфиди («Ninna Nanna» перевод на итальянский язык Ferruccio Fenetti)

### Артисты-исполнители
- Аллегрова Ирина
- Афина
- Ваенга Елена
- Валерия
- «ДеКамерон» (группа)
- Зара
- Зайфиди Христина
- Луста Лариса
- Михальчик Юлия
- Ортман Ирина
- Подольская Наталья
- Сергей Korone
- «Сурганова и оркестр» (группа)
- «Челси» (группа)
- «Ажур» (группа)
 и многие другие.

## Рецензии, отзывы
- Рецензии, полученные автором Ольга Виор
- Невский альманах: Отзыв на книгу стихов «Турмалин»
- Невский альманах № 3(52) 2010: Отзыв на сборник стихов «Лебедь белая»